# Doina Șnep
Doina Liliana Șnep (nacida Doina Liliana Bălan, Liteni, 10 de diciembre de 1963) es una deportista rumana que compitió en remo. Su hermana Anișoara y su esposo Ioan compitieron en el mismo deporte.
Participó en tres Juegos Olímpicos de Verano, obteniendo en total cuatro medallas, plata en Los Ángeles 1984 (ocho con timonel), plata y bronce en Seúl 1988 (ocho con timonel y cuatro con timonel) y plata en Barcelona 1992 (ocho con timonel).
Ganó seis medallas en el Campeonato Mundial de Remo entre los años 1985 y 1991.

## Palmarés internacional
| Juegos Olímpicos   | Juegos Olímpicos             | Juegos Olímpicos  | Juegos Olímpicos   |
| Año                | Lugar                        | Medalla           | Prueba             |
| ------------------ | ---------------------------- | ----------------- | ------------------ |
| 1984               | Los Ángeles (Estados Unidos) | Medalla de plata  | Ocho con timonel   |
| 1988               | Seúl (Corea del Sur)         | Medalla de plata  | Ocho con timonel   |
| 1988               | Seúl (Corea del Sur)         | Medalla de bronce | Cuatro con timonel |
| 1992               | Barcelona (España)           | Medalla de plata  | Ocho con timonel   |
| Campeonato Mundial |                              |                   |                    |
| Año                | Lugar                        | Medalla           | Prueba             |
| 1985               | Malinas (Bélgica)            | Medalla de bronce | Ocho con timonel   |
| 1986               | Nottingham (Reino Unido)     | Medalla de oro    | Cuatro con timonel |
| 1989               | Bled (Yugoslavia)            | Medalla de plata  | Dos sin timonel    |
| 1990               | Tasmania (Australia)         | Medalla de oro    | Cuatro sin timonel |
| 1990               | Tasmania (Australia)         | Medalla de oro    | Ocho con timonel   |
| 1991               | Viena (Austria)              | Medalla de bronce | Ocho con timonel   |